# ييب تشونغ لونغ
ييب تشونغ لونغ (بالصينية: 葉頌朗) هو لاعب كرة قدم صيني في مركز الوسط، ولد في 16 نوفمبر 1989 في هونغ كونغ في الصين. شارك مع منتخب هونغ كونغ تحت 23 سنة لكرة القدم ومنتخب هونغ كونغ لكرة القدم. أما مع النوادي، فقد لعب مع نادي كيتشي.

## وصلات خارجية
- ييب تشونغ لونغ على موقع قاعدة بيانات كرة القدم.إي يو (الإنجليزية)
- ييب تشونغ لونغ على موقع Soccerway.com (الإنجليزية)